# Radiologi
Radiologi eller billeddiagnostik er det medicinske speciale man tidligere kaldte "røntgen". Grunden til navneændringen er, at specialet ikke alene indbefatter diagnostiske, men også terapeutiske tiltag, samt at der anvendes adskillige andre billeddannende teknikker end røntgenstråler.
Specialet er for tiden inde i en udvikling, der medfører en meget høj grad af digitalisering, hvad der for eksempel vil give mulighed for meget hurtig billedoverførsel fra et hospital til et andet.
- Diagnostiske undersøgelsesmetoder
  - Statiske røntgenundersøgelser med og uden kontrast
  - Dynamiske røntgenundersøgelser med og uden kontrast
  - Computer Tomografi-scanning (CT eller CAT) med og uden kontrast
  - Magnetisk Resonans scanning (MR-scanning)
  - Ultralydscanning (UL)
  - Positronemissionstomografi (PET)

- Terapeutiske/interventionelle radiologiske metoder
  - Endoskopisk retrograd cholangio-pancreatikografi (ERCP)
  - UL-vejledt drænage
  - UL-vejledt kateterindlæggelse